# 呂底亞星
呂底亞星（110 Lydia）是第110颗发现的小行星，于1870年4月19日发现。呂底亞星的直径为86.1千米，质量为6.7×1017千克，公转周期为1650.493天。

## 中文譯名曾經出錯
呂底亞星由法國天文學家阿方斯·路易·尼古拉斯·包瑞利1870年4月19日發現，他以小亞細亞西部一個稱為呂底亞（公元前7世紀至公元前546年）的古國命名。中國首次出現這顆小行星的中文譯名是由偉烈亞力和李善蘭翻譯徐建寅補充約翰·赫歇爾的《談天》（Outlines of Astronomy），原文1859年由上海墨海書館刊行，重印的補充譯名是錯誤的「呂女星」。呂底亞名字並非來自神話故事或者女性人物，徐建寅後來補充新増小行星譯名時，未有查證，誤會呂底亞是位女性人物，故此譯為「呂女星」，這個錯誤現時已經更正。